# Клір-Лейк (округ Скеджіт, Вашингтон)
Клір-Лейк (англ. Clear Lake) — переписна місцевість (CDP) в США, в окрузі Скеджіт штату Вашингтон. Населення — 1228 осіб (2020).

## Географія
Клір-Лейк розташований за координатами 48°27′7″ пн. ш. 122°14′59″ зх. д. / 48.45194° пн. ш. 122.24972° зх. д. (48.452010, -122.249671).  За даними Бюро перепису населення США в 2010 році переписна місцевість мала площу 5,81 км², з яких 4,91 км² — суходіл та 0,89 км² — водойми.

## Демографія
Згідно з переписом 2010 року, у селищі мешкали 1002 особи в 403 домогосподарствах у складі 281 родини. Густота населення становила 173 особи/км².  Було 439 помешкань (76/км²).
Расовий склад населення:
| - 90,3 % — білих - 0,8 % — корінних американців - 0,7 % — чорних або афроамериканців - 0,3 % — азіатів - 3,2 % — осіб інших рас |

До двох чи більше рас належало 4,7 %. Частка іспаномовних становила 6,7 % від усіх жителів.
За віковим діапазоном населення розподілялося таким чином: 18,3 % — особи молодші 18 років, 65,7 % — особи у віці 18—64 років, 16,0 % — особи у віці 65 років та старші. Медіана віку мешканця становила 45,5 року. На 100 осіб жіночої статі у селищі припадало 103,2 чоловіків;  на 100 жінок у віці від 18 років та старших — 110,0 чоловіків також старших 18 років.
Середній дохід на одне домашнє господарство  становив 74 984 долари США (медіана — 68 542), а середній дохід на одну сім'ю — 81 739 доларів (медіана — 75 473). За межею бідності перебувало 13,9 % осіб, у тому числі 4,9 % дітей у віці до 18 років та 9,6 % осіб у віці 65 років та старших.
Цивільне працевлаштоване населення становило 539 осіб. Основні галузі зайнятості: освіта, охорона здоров'я та соціальна допомога — 20,2 %, виробництво — 13,7 %, інформація — 12,2 %.